# 주식회사 마지루미에
주식회사 마지루미에(일본어: 株式会社マジルミエ 카부시키가이샤 마지루미에[*])는 일본 만화 시리즈로 이와타 세카가 글을 쓰고 아오키 유우가 그림을 그렸다. 2021년 10월부터 소년 점프+ 웹사이트와 모바일 앱에서 연재를 시작했다. 2024년 4월 기준, 시리즈의 개별 챕터가 슈에이샤에서 12권으로 수집되었다. 슈에이샤는 또한 만화 플러스 웹사이트와 앱에 이 시리즈를 영어로 게시하고 있다. 스튜디오 모(Studio Moe)와 J.C.STAFF가 제작한 애니메이션 TV 시리즈는 2024년 4분기에 첫 방송될 예정이다.

## 줄거리
이야기는 한 마법소녀가 카이(怪異)라는 신비한 생물을 퇴치하는 인기 직업인 세계에서 진행된다. 취업활동에 어려움을 겪고 있는 대학생 사쿠라기 카나는 자신의 뛰어난 기억력을 활용해 마법소녀 코시가야 히토미가 위급한 상황에 카이를 퇴치하도록 돕는다. 마침내 도움이 된 것을 기쁘게 생각하는 사쿠라기는 결국 마법 소녀 스타트업 회사인 코시가야가 근무하는 마지루미에의 두 번째 마법 소녀가 된다. 마지루미에는 신동 코시가야를 비롯해 마법소녀로 분장한 중년 남성 시게모토 코우지, 고객을 응대하는 미도리카와 카에데, 마법공학자 니코야마 카즈오로 구성돼 있다.

## 등장인물

### 주인공
사쿠라기 카나
성우 - 파이루즈 아이

### 마지루미에
코시가야 히토미
성우 - 하나모리 유미리
시게모토 코지
성우 - 코야마 리키야
니코야마 카즈오
성우 - 야마시타 다이키
미도리카와 카에데
성우- 오사카 료타